# تشارلز مكلور
تشارلز مكلور هو محامي وسياسي أمريكي، ولد في 1804، وتوفي في 10 يناير 1846. نشط حزبياً في الحزب الديمقراطي. وقد انتخب عضو مجلس نواب بنسيلفانيا ‏ وانتخب عضو مجلس النواب الأمريكي ‏.